# Gérard de Villiers

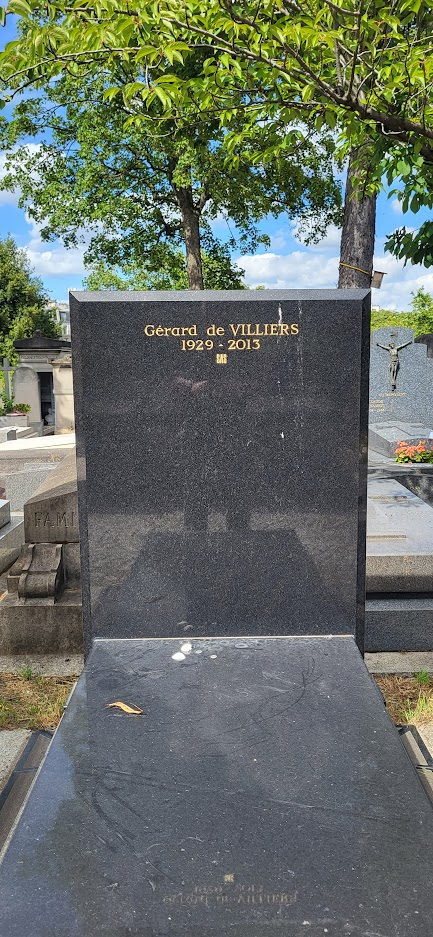
Grabstätte von Gérard de Villiers auf dem Friedhof von Passy (Paris)

Gérard de Villiers (* 8. Dezember 1929 in Paris; † 31. Oktober 2013 ebenda) war ein französischer Schriftsteller, Herausgeber und Journalist. In Deutschland wurde er bekannt als Autor der Taschenbuchserie Malko. Bis 2007 erreichten seine Werke nach eigenen Angaben eine internationale Gesamtauflage von ca. 150 Millionen Exemplaren.

## Herkunft, Laufbahn, schriftstellerische und publizistische Tätigkeit
Villiers Eltern sind Valentine Dupin de Saint-André und Jacques Adam de Villiers. Die Familie des Vaters war adliger Herkunft und stammte von der Insel La Réunion. Villiers besaß Diplome der École supérieure de journalisme de Paris und des Institut d’études politiques de Paris. Im Algerienkrieg diente er als Offizier; anschließend arbeitete er als Auslandskorrespondent u. a. bei den Zeitschriften Rivarol, Paris-Presse und France Dimanche.
Seit 1965 war er als freischaffender Autor tätig und begann die bis heute in Frankreich erscheinende Geheimdienstserie S.A.S., die von 1977 bis 2001 im Berliner Cora Verlag in deutscher Übersetzung, allerdings wegen Indizierung zahlreicher Ausgaben durch die Bundesprüfstelle größtenteils in stark und oft sinnentstellend zensierten Versionen, unter dem Titel Malko publiziert wurde. Die gleichnamige Hauptfigur ist ein österreichischer Aristokrat. Zwei seiner Romane wurden verfilmt: S.A.S. à San Salvador (deutscher Synchrontitel S.A.S. Malko - Im Auftrag des Pentagon, F/BRD 1982, Regie Raoul Coutard) und Eye of the Widow (F/USA 1991, Regie Andrew V. McLaglen).
1970 veröffentlichte er eine Biographie über Henri Charrière (Papillon aufgespießt), 1975 über den Schah von Persien, Mohammad Reza Pahlavi, die beide ins Deutsche übersetzt wurden. 2001 erschien eine Übersetzung ins Deutsche seiner Enquète sur un génocide mit dem deutschen Titel Blutbad in Ruanda.
Neben seiner schriftstellerischen Tätigkeit gab er auch Polizeiserien heraus wie Brigades Mondaines, L’Implacable und L’Exécuteur sowie die Science-Fiction-Serien Blade, Voyageur de l’Infini und JAG.

## Werke
- Der Schah. Der unaufhaltsame Aufstieg des Mohamed Reza Pahlewi. Econ, Wien/Düsseldorf 1975, ISBN 3-430-19364-8.
- Papillon aufgespießt. Die 5 Wahrheiten des Henri Charrière. Desch, München/Wien/Basel 1970, ISBN 3-420-04587-5.

## Filmografie (Auswahl)
- 1982: S.A.S. Malko – Im Auftrag des Pentagon (S.A.S. à San Salvador)